# مجلس البث الفضائي والكابل (إسرائيل)
مجلس البث الفضائي والكابل هي هيئة إدارة تهدف إلى تسهيل وتنظيم عمليات البث التلفزيوني التي يتم تشغيلها تجاريًا لشركتي هوت وييس في إسرائيل .

## التاريخ
في عام 2005 ، قررت وزيرة الاتصالات الإسرائيلية داليا إيتسيك إنشاء اتحاد للمجالس والاتحاد بين مجلس البث الكبلي والفضائي والسلطة الثانية للتلفزيون والإذاعة . في أبريل 2008 ، بعد شهرين من رحيل يغئال ليفي ، الذي شغل منصب رئيس مجلس الإدارة بالوكالة ، اختارت لجنة بحث تابعة لوزارة الاتصالات نيتسان تشن رئيسًا للمجلس.
مجلس بث الكابل والأقمار الصناعية هو مجلس عام يجتمع مرة واحدة في الأسبوع. يحضرها أعضاء المجلس بدون أجر ، كخدمة عامة ، وكل عضو من الأعضاء متصل بشركات مختلفة. الشخص الوحيد في المجلس الذي يحصل على راتب وظيفته الرئيسية في هذا المجلس هو الرئيس.
يتكون مجلس بث الكابلات والأقمار الصناعية من 13 ممثلاً ، باستثناء الرئيس:
- ستة من أعضاء المجلس هم ممثلون لمختلف الوزارات: وزارة الاتصالات ، وزارة العدل ، وزارة التعليم ووزارة المالية .
- سبعة من أعضاء مجلس الإدارة هم ممثلون عامون: ممثلو المنظمات الثقافية والتعليمية العامة وممثلو الحكومة.